# Theatre Royal Drury Lane
Il Theatre Royal Drury Lane è un teatro del West End situato nel distretto londinese di Covent Garden. Si affaccia su Catherine Street (un tempo chiamata Brydges Street) e ha sul retro la strada Drury Lane.
Il Drury Lane è il teatro più vecchio di Londra ed è stato ricostruito tre volte sullo stesso terreno di quello originale, che fu inaugurato nel 1663. Durante i primi due secoli della sua storia, fu il teatro più importante della capitale. Nel periodo del suo massimo splendore era uno dei pochi teatri a godere del titolo di Patent theatre, riservato ai teatri che avevano la licenza di rappresentare drammi teatrali a seguito della riforma di Carlo II d'Inghilterra nel 1660.

## Storia
Venne realizzato per volere del drammaturgo ed impresario teatrale Thomas Killigrew, un favorito della corte di Carlo II. Nato con il nome di Theatre Royal in Bridges Street, tra i primi grandi attori che ne calcarono le scene vi furono Nell Gwyn e Charles Hart. Fu distrutto da un incendio nel 1672 e venne ricostruito ampliato dallo stesso Killigrew, dietro la progettazione del celebre architetto britannico Christopher Wren.
Il nuovo teatro Theatre Royal in Drury Lane riaprì nel 1674 e fu diretto nei successivi 120 anni da nomi come il drammaturgo Colley Cibber, l'attore e impresario teatrale David Garrick e il drammaturgo irlandese Richard Brinsley Sheridan. Nel 1791, per volere di Sheridan, il teatro venne demolito per fare spazio ad uno stabile ampliato che riaprì nel 1794; il nuovo Drury Lane ebbe vita relativamente breve e fu nuovamente distrutto da un incendio nel 1809.
Lo stabile attuale riaprì nel 1812 ed ha ospitato celebrità del calibro di Edmund Kean, Dan Leno, i Monty Python e l'attore e cantante Ivor Novello.
Attualmente il teatro è di proprietà del compositore e autore di musical Andrew Lloyd Webber, ospita per la maggior parte allestimenti di musical ed è considerato un monumento classificato, ovvero uno dei palazzi di particolare importanza per la storia e la cultura londinese. Nel 1984, il premio Oscar Catherine Zeta-Jones esordì al Drury Lane con il musical 42nd Street.

### Il primo teatro del 1663

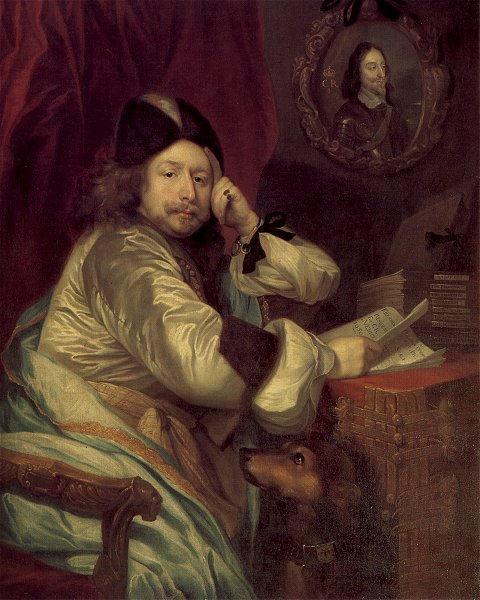
Dipinto risalente al 1650 raffigurante Thomas Killigrew, primo impresario del Drury Lane

Dopo la decade di interregno tra l'assassinio di Carlo I d'Inghilterra e l'elezione di Carlo II, dominata dai Puritani che avevano condannato e bandito la cultura teatrale come fonte di frivolezza, la restaurazione di Carlo II consentì con tanto di decreto a due compagnie di allestire nuovi spettacoli teatrali. Uno dei beneficiari di questi permessi fu Thomas Killigrew e il Drury Lane fu costruito per la sua compagnia, che divenne nota con il nome King's Company. Fu progettato da un anonimo architetto ed aprì i battenti il 7 maggio 1663, diventando presto noto con il nome Theatre Royal in Bridges Street in quanto l'entrata si affacciava lungo Bridges Street.
Portò anche altri nomi, compreso quello di "Teatro del Re". L'edificio era una struttura di legno a tre livelli, con una pianta rettangolare di 34 metri per 18. Relativamente lontano dalle strade più larghe, l'accesso era possibile attraverso stretti passaggi fra gli edifici.
Carlo II era solito assistere alle rappresentazioni del Drury Lane, secondo le testimonianze di Samuel Pepys, i cui diari personali sono una fonte inestimabile per conoscere la storia del teatro londinese nel 1600. Il giorno successivo all'inaugurazione del teatro, Pepys assistette alla rappresentazione della tragicommedia The Humorous Lieutenant di Francis Beaumont e John Fletcher e scrisse nelle sue memorie:
Capace di ospitare circa 700 spettatori, le rappresentazioni teatrali iniziavano intorno alle 15:00 per sfruttare al meglio la luce diurna, infatti la platea principale per il pubblico non aveva tettoia, in maniera da far penetrare la luce del sole. Per riparare il pubblico dalle intemperie venne costruita una cupola che però non era molto funzionale, secondo quanto riportò Pepys, il quale insieme alla moglie dovette rinunciare ad assistere ad una rappresentazione a causa di una tempesta.

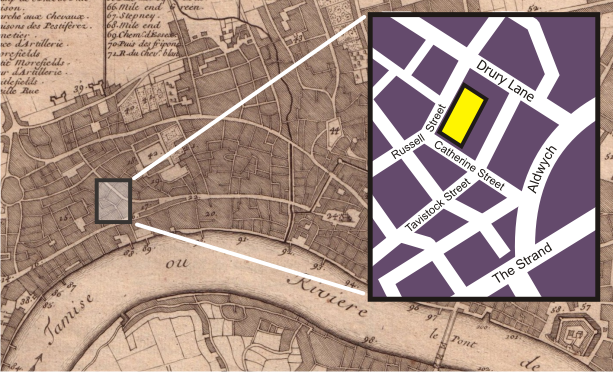
Fotomontaggio con il disegno di una mappa di Londra del 1700 e dell'ubicazione del Drury Lane.

Le panche della platea erano coperte di tela verde, usata anche per decorare i palchi (che avevano anche decorazioni di cuoio con dorature) e lo stesso palcoscenico. Le panche senza schienale della platea erano disposte a semicerchio di fronte al palcoscenico, secondo la testimonianza di una lettera del maggio 1663 di un certo Monsieur de Maonconys: "Tutte le panche della platea, dove siede anche la gente di rango, sono disposte a semicerchio, ogni fila più alta della precedente". Le tre gallerie formavano un semicerchio intorno alla platea. La prima e la seconda galleria erano divise in palchi.
La King's Company fu costretta con una certa riluttanza a commissionare la costruzione di un teatro così costoso a causa degli enormi successi ottenuti dalla compagnia rivale, la Duke's Company che richiamava un ampio pubblico grazie agli scenari semoventi allestiti presso il Lincoln's Inn Fields. Gli investimenti di Killigrew per una nuova scenografia portarono le due compagnie allo stesso livello dal punto di vista scenico e tecnico, tuttavia esse offrivano due tipi di rappresentazioni del tutto differenti, il Drury era ancora legato ad allestimenti drammatici, al contrario del Lincoln's Inn Fields, dove si rappresentavano spettacoli più vivaci e ammiccanti, sotto la guida di William Davenant.
I motivi di queste differenze erano legati soprattutto ai diversi equilibri interni delle due compagnie, nel Drury Lane Killigrew aveva attori del calibro di Michael Mohun (che Pepys definì il più grande attore del mondo) e Charles Hart, i quali, oltre a ottenere lauti contratti da Killigrew, disprezzavano gli spettacoli barocchi. Al contrario, Davenant poteva contare su una compagnia priva di grandi nomi e composta da elementi molto giovani; Killigrow poteva quindi esercitare un controllo minore sugli attori più anziani della sua compagnia. Questo squilibrio tra Killigrew ed i suoi attori fu motivo di frequenti conflitti, che comportarono un grosso danno alla compagnia, la cui continua ricerca artistica ed il dialogo con il mondo letterario consentirono però anche una certa rinascita della drammaturgia inglese.
Da questo punto di vista il Drury Lane fu un caposaldo della cosiddetta Restoration comedy dominata dal drammaturgo William Wycherley e da John Dryden, che fece rappresentare molte delle sue opere al Drury Lane. Attori come Hart e la favorita di Carlo II, Nell Gwyn, furono magistrali nel rendere ancora più vivaci le scene ideate e scritte da Dryden e Wycherley.
Con lo scoppio della grande peste di Londra nell'estate del 1665, il Theatre Royal, insieme a tutti gli altri luoghi pubblici di intrattenimento, venne chiuso per ordine del Lord Mayor e dell'aldermanno di Londra il 5 giugno 1665 e rimase chiuso per 18 mesi, nel corso dei quali fu ampliato il palcoscenico. La struttura non subì danni durante il grande incendio di Londra scoppiato nel settembre del 1666, ma fu completamente distrutto da un altro incendio il 25 gennaio 1672

### Il secondo teatro del 1674
Nonostante la King's Company non si fosse mai completamente ripresa dal punto di vista economico dopo la perdita del teatro, fu costretta dalla concorrenza ad investire nella costruzione di un nuovo e più spazioso stabile, capace di contenere 2.000 persone. Nacque così il Theatre Royal in Drury Lane, su progetto di Christopher Wren, che aprì i battenti il 26 marzo 1674. Il nuovo edificio venne costruito grazie ai risparmi della compagnia che investì tutte le sue risorse, per cui fu necessario reperire la maggior quantità possibile di denaro dalle vendite al botteghino.

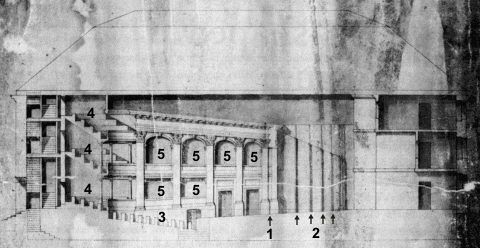
Sezione longitudinale del progetto di Christopher Wren per il nuovo Drury Lane.

Il nuovo stabile comprendeva un vasto auditorium e dieci strutture connesse tra loro, tra le quali vi erano uffici, sale di prova, magazzini e spogliatoi al servizio degli attori e del personale del teatro, forte di circa settanta persone, insieme a circa una cinquantina di assistenti al palcoscenico. Oltre a questi ambienti esistevano anche tre stanze adibite a scrittoio, una libreria per la conservazione delle opere e una stanza separata dove venivano studiate le singole parti degli attori. Questa quantità di ambienti risultò spesso un ostacolo per la coordinazione dei vari dipartimenti del teatro, problema che venne affrontato e risolto da David Garrick, il nuovo impresario del teatro. L'intero complesso occupava circa 13.134 piedi quadrati, in uno spazio che fiancheggiava Drury Lane a est, Brydges Street a ovest, Great Russell Street a nord e Little Russell Street a sud.
Per arrivare ai passaggi da cui si accedeva alla platea e ai loggioni, gli spettatori dovevano passare attraverso stretti corridoi ubicati sotto ai vari appartamenti del teatro. Gli interni mantennero il rivestimento in panno verde del vecchio stabile, e il viaggiatore francese Henri Misson così li descrisse nei suoi diari di viaggio durante uno spettacolo del 1868:
Come sottolineato da questo viaggiatore, i posti del teatro erano suddivisi per ceto sociale, e così proporzionalmente i costi dei biglietti. Il costo dei loggioni, di solito usati dalla nobiltà e dai ricchi, era di 5 scellini, mentre la platea, dove sedevano soprattutto i critici e gli intellettuali, costava 3 scellini. I posti più lontani erano riservati alle persone comuni, per il prezzo di un solo scellino. I posti non erano numerati, di conseguenza molti nobili mandavano i loro servitori ad acquistare i posti con molto anticipo.

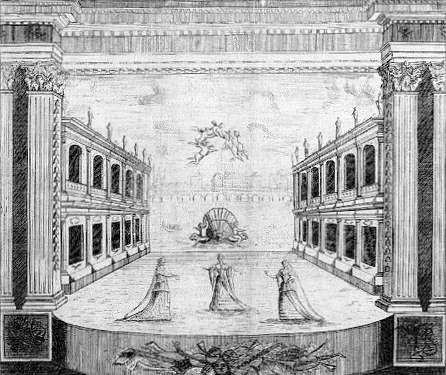
Schizzo, probabilmente di Wren, per il palcoscenico del teatro del 1674.

Tutti gli spettatori del teatro godevano di una chiara visione del palcoscenico, ampio 14 metri e profondo 9. Il pavimento del palcoscenico era inclinato, così che un attore in piedi in fondo al palcoscenico si trovava quasi 40 cm più in alto di un attore alla ribalta. Verso la fine del XVIII secolo furono sistemate delle porte su entrambi i lati del palcoscenico, e una protezione fatta con sporgenze appuntite lungo il bordo, per impedire al pubblico di arrampicarsi. In fondo alla scena, una porta si apriva su Drury Lane.
La grave crisi politica dovuta alle voci di un presunto complotto papista e la crisi dell'Exclusion Bill, allontanarono gran parte del pubblico dalle platee dei teatri, con un effetto devastante sia per la King's Company che per la sua rivale, la Duke's Company. Nel 1682 le due compagnie teatrali furono costrette a unirsi, anche se sarebbe più corretto dire che la King's Company fu assorbita dalla sua rivale, ribattezzata in quel periodo United Company e guidata da Thomas Betterton.
Nel 1668 Betterton venne rimosso dal suo incarico da Alexander Davenant, figlio di William Davenant, detentore dei diritti concessi dal re alla compagnia. La conduzione di Davenant in concomitanza con Killigrew si rivelò disastrosa ed ebbe vita breve; nel 1693 Davenant abbandonò il teatro e fu costretto a fuggire alle isole Canarie per delle accuse nei suoi confronti. Fu così che l'amministrazione del teatro venne lasciata nelle mani di Christopher Rich, avvocato ed impresario e padre del più celebre impresario teatrale John Rich.
I metodi di Rich per risollevare le sorti finanziarie del teatro furono poco ortodossi; cercò di aizzare gli attori l'uno contro l'altro e li vessò tagliando loro il salario. La sua conduzione fu così umiliante che una parte degli attori nel 1695 uscì dalla compagnia per fondarne una propria. Nove uomini e sei donne, tutti grandi professionisti, comprese figure come l'attrice drammatica Elizabeth Barry e l'attrice di commedie Anne Bracegirdle, lasciarono la United Company (da allora nota con il nome di Patent Company) ridotta in una situazione davvero miserabile. Come scrisse un anonimo autore di pamphlet dell'epoca:
In una corrispondenza privata datata 19 novembre 1696, si legge che il Drury non ha dopotutto una vera compagnia, e a meno che questo sabato non venga un nuovo spettacolo a ravvivarne la reputazione, sarà costretto a chiudere. Questa nuova rappresentazione, l'ultima speranza di Rich, sembra sia stato The Relapse di John Vanbrugh, che portò alla compagnia il successo tanto atteso. Rich continuò a condurre il teatro fino al 1709, quando la patente reale di cui godeva la compagnia venne revocata a causa di un complesso reticolo di macchinazioni.
Nel 1710 la compagnia venne affidata alle mani di un triumvirato di attori, Colley Cibber, Robert Wilks e Thomas Doggett, che in questa veste divennero oggetto di satira nell'opera Dunciad di Alexander Pope. Nel 1713 Barton Booth sostituì Doggett nel triumvirato, del quale Cibber era de facto il leader, e condusse il teatro in un periodo contrastato ma sostanzialmente prospero fino al 1733, quando rinunciò alla carica.
Fu allora che scoppiò un'autentica sommossa da parte degli attori, risentiti di questi continui passaggi di mano dei diritti del teatro, le cui redini vennero prese dall'attore Charles Fleetwood. La sua conduzione dello stabile fu a dir poco tumultuosa, proibì a una parte dei servitori di raggiungere le gallerie superiori, scatenando le proteste del pubblico nel 1737. Fleetwood ebbe inoltre problemii finanziari dovuti al suo vizio del gioco.

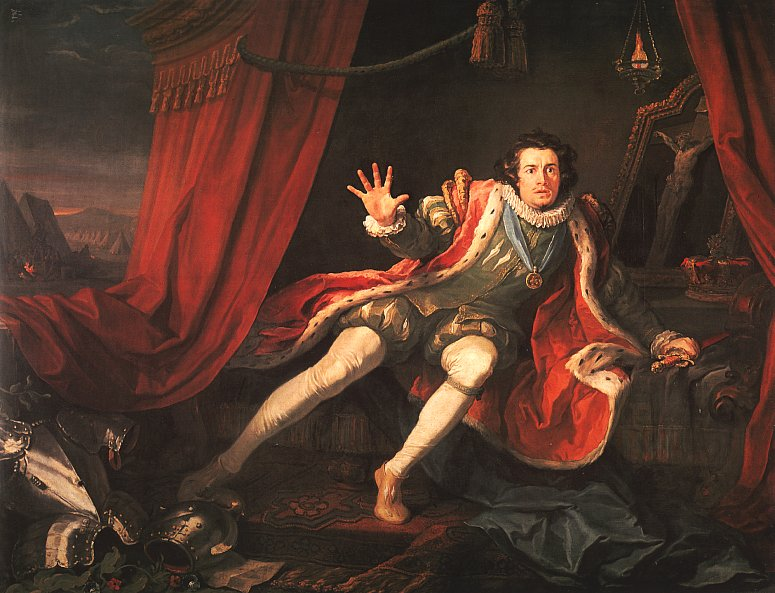
Dipinto di William Hogarth raffigurante David Garrick nella sua interpretazione del Riccardo III.

In questo periodo nacque la stella dell'attore drammatico Charles Macklin, che divenne noto per la sua interpretazione del tutto innovativa del personaggio di Shylock nel Mercante di Venezia di William Shakespeare, per il quale introdusse uno stile recitativo realistico e naturale.
Il 28 settembre 1745 nel teatro fu eseguito pubblicamente per la prima volta l'inno God Save the King, nell'arrangiamento di Thomas Arne.
Nel 1747 la concessione reale assegnata a Fleetwod giunse alla scadenza e la nuova concessione venne assegnata all'attore David Garrick ed al suo socio James Lacy. Garrik ricoprì l'incarico di responsabile e di attore principale fino al 1766, quando smise di recitare e rimase alla conduzione del teatro per altri dieci anni. È ricordato come uno dei più grandi attori di teatro inglesi grazie soprattutto alle sue interpretazioni shakespeariane, e durante questo periodo il Drury Lane allestì non meno di 24 opere del celebre drammaturgo.
La popolarità di queste interpretazioni è testimoniata dall'emanazione del Licensing Act nel 1737, che assegnava il diritto al Lord Ciambellano di visionare qualsiasi nuova opera teatrale e dare l'avallo per il suo allestimento. La compagnia teatrale di Garrick poteva contare su nomi importanti come quelli dell'attrice irlandese Peg Woffington e dell'attrice britannica Kitty Clive, oltre a Susannah Cibber, Hannah Pritchard, Spranger Barry, Richard Yates e Ned Shuter.
 Fu Garrick a imporre il divieto definitivo al pubblico di accedere al palcoscenico. Diede inoltre il compito di rinnovare l'interno del teatro nel 1775 agli architetti scozzesi, i fratelli Robert e James Adam, i quali aggiunsero una facciata a stucco per il lato che dava su Bridges Street e ornarono i soffitti con diverse decorazioni.
Dopo una serie di indimenticabili performance, Garrick lasciò il teatro nel 1776 e vendette i suoi diritti all'attore irlandese Richard Brinsley Sheridan che restò gestore del teatro fino al 1809. Nel 1777 il teatro ospitò la prima di Sheridan The School for Scandal dello stesso Sheridan.

### Il terzo teatro del 1794

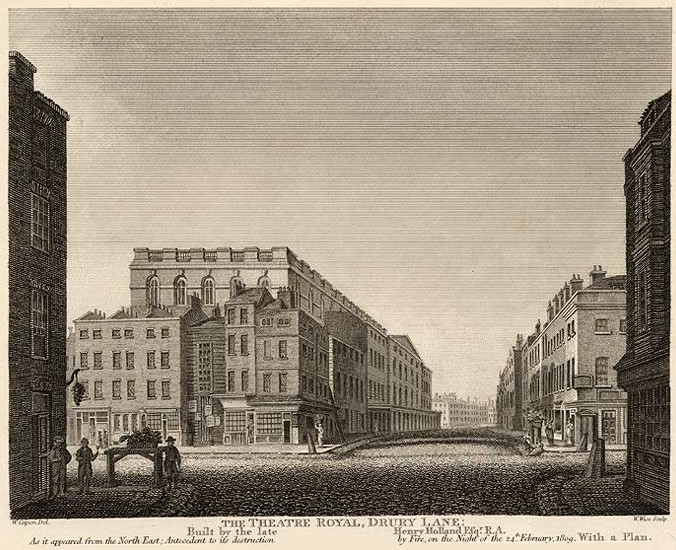
Il teatro ritratto com'era nel 1809 (da un'incisione del 1811). La visuale è da nord-est, guardando per Russell Street alla sua intersezione con il Drury Lane. Si vede il retro del teatro, che ospitava i camerini e l'ingresso al palcoscenico.

Il teatro necessitava di ammodernamenti dalla fine del XVII secolo e fu demolito nel 1791. Il terzo teatro fu disegnato dall'architetto Henry Holland: l'inaugurazione avvenne il 12 marzo 1794 con la capienza portata a 3600 posti. La motivazione dell'ampliamento fu data da uno dei proprietari:
Le nuove tecnologie facilitarono l'ampliamento del teatro: le colonne in ferro presero il posto delle travi lignee, sostenendo il peso di cinque ordini di palchi. Anche il palco era ampio: 25 metri circa di ampiezza per 28 circa di profondità. Holland, l'architetto, lo definì "in scala maggiore di qualsiasi altro teatro in Europa". Ad eccezione delle chiese, si trattava della più alta costruzione di Londra. Ma la convenzione che i teatri dovessero essere piccoli aveva un fondo di verità. Vari resoconti dell'epoca riportano che le gigantesche dimensioni del teatro non fossero né pratiche né particolarmente gradite dagli abituées, tanto che uno di essi ebbe a provare nostalgia per i "caldi, fedeli posti del vecchio Drury" L'attrice Sarah Siddons, che al tempo faceva parte della compagnia teatrale del Drury, lo definì come un luogo selvatico e lo abbandonò nel 1803, insieme al fratello John Philip Kemble.
Non solo si era perso completamente il senso di intimità e di contatto con la compagnia in scena, ma la vastità stessa del teatro teneva buona parte del pubblico ad una tale distanza dal palcoscenico da rendere difficile l'ascolto delle voci degli attori. Di conseguenza, le opere messe in scena tendevano a privilegiare la parte spettacolare rispetto alla parola. Un esempio di questo genere di spettacoli è un allestimento del 1794, nel quale vera acqua scendeva come un torrente fra i sassi per confluire in un lago abbastanza grande da contenere una barca ormeggiata. L'acqua sgorgava da serbatoi nelle soffitte sopra l'edificio, installati — assieme al sipario tagliafuoco di ferro — come misure di sicurezza contro gli incendi.

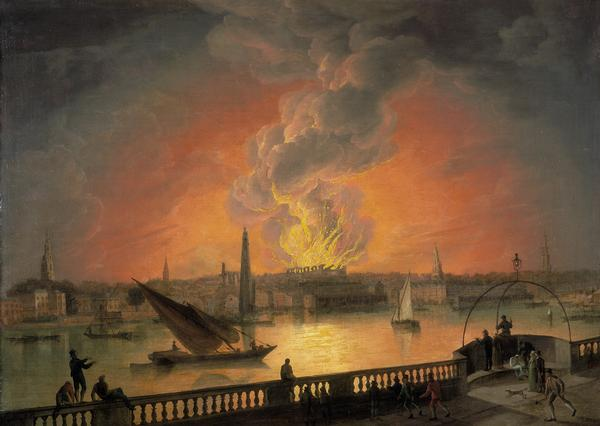
Il terzo teatro venne distrutto da un incendio il 24 febbraio 1809, dopo solo 15 anni dall'erezione. Il dipinto dell'epoca, di artista sconosciuto, ritrae le fiamme viste dal Westminster Bridge.

Richard Sheridan rimase proprietario del teatro per tutta la durata di questo terzo edificio, ma la gestione compromise irreparabilmente le sue finanze. La ricostruzione del 1794 era costata il doppio delle 80 000 sterline preventivate, e Sheridan si assunse l'intero debito. Gli allestimenti nella struttura ingrandita erano molto più costosi, e l'aumento degli incassi dovuto al maggior numero di posti non riuscì comunque a coprire la differenza.
Il 15 maggio 1800 nel teatro avvenne un tentato regicidio: James Hadfield sparò dalla platea due colpi di pistola contro il re Giorgio III, che sedeva nel palco reale. I proiettili mancarono il bersaglio di qualche centimetro, Hadfield fu prontamente arrestato, e il re Giorgio, apparentemente tranquillo, ordinò che lo spettacolo continuasse.
Il 24 febbraio 1809, nonostante le già citate misure di sicurezza contro il fuoco, un incendio distrusse il teatro. La perdita dell'edificio significò la rovina per Sheridan, che era già in gravi difficoltà finanziarie. Chiese dunque aiuto ad un amico, il produttore di birra Samuel Whitbread, che accettò di presiedere un comitato incaricato di gestire la compagnia e di provvedere alla ricostruzione dell'edificio, ma pose come condizione la rinuncia all'incarico di direttore da parte di Sheridan, che lasciò il teatro nel 1811.

### Il teatro moderno del 1812

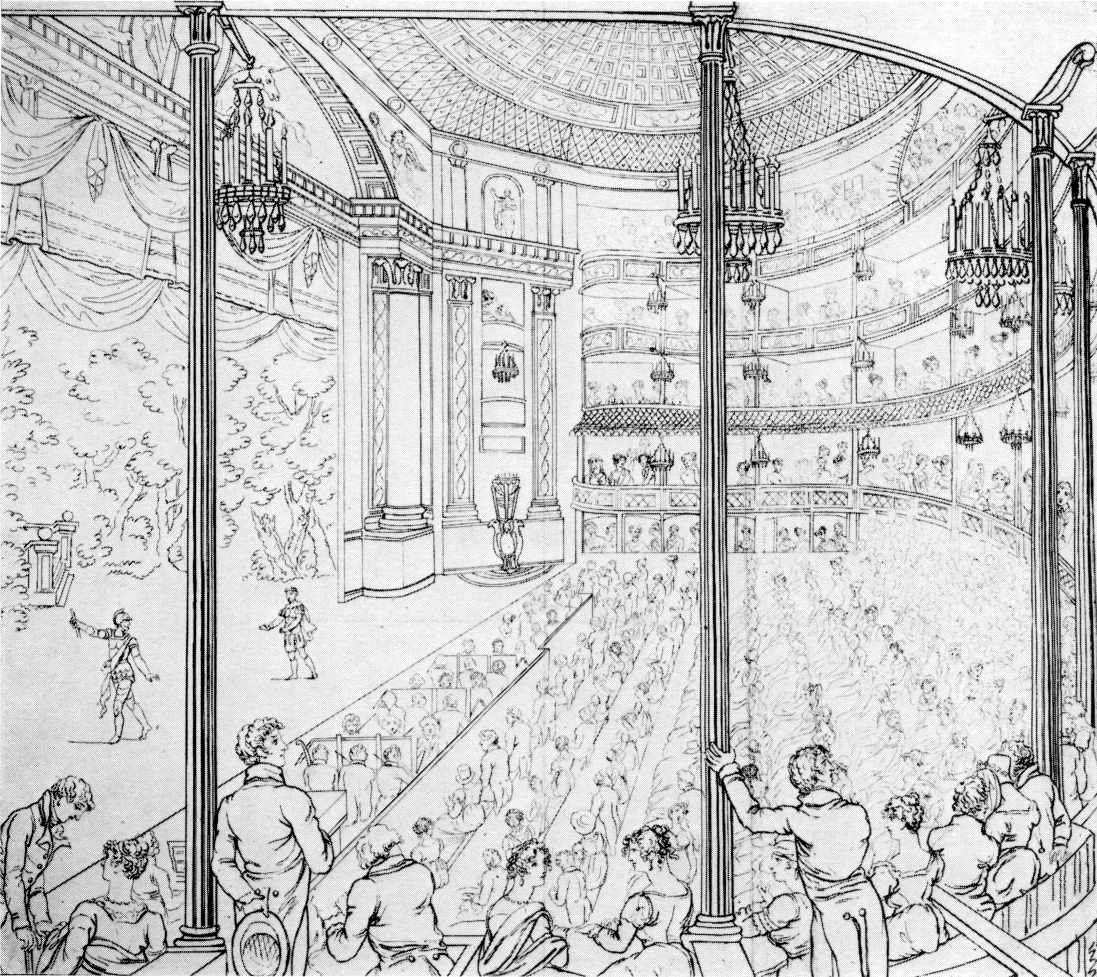
Il moderno Drury Lane, in uno schizzo del 1813

L'odierno teatro, progettato da Benjamin Dean Wyatt su commissione di Whitbread, venne inaugurato il 10 ottobre 1812 con l'Amleto, con Robert William Elliston nel ruolo del principe di Danimarca.
Il nuovo teatro era di dimensioni più modeste rispetto al precedente, con un totale di 3060 posti per gli spettatori, 550 in meno della terza costruzione: nonostante tutto la cubatura dell'edificio era imponente se confrontata agli altri teatri. Nel 1820 venne aggiunta la pensilina a copertura del portico che ancora si staglia sull'ingresso rivolto verso Catherine Street; nel 1822, cinque anni dopo l'installazione dell'illuminazione a gas, gli interni subirono un significativo rimodellamento. Il colonnato posto sul lato di Russell Street venne aggiunto nel 1831.
Le nuove produzioni mirarono all'effetto spettacolare più che ai testi o alla capacità degli attori, grazie all'ausilio di scenografie ed effetti speciali. L'allestimento della Cascata del Gange del 1823 prevedeva un finale con una fuga a cavallo risalendo una cascata vera "col fuoco che imperversa tutto attorno". Gli effetti per una produzione del 1929 erano prodotti da un apparato idraulico capace di emettere 39 tonnellate di acqua.
La gestione del teatro, dopo la riapertura nel 1813, fu assunta da Samuel Arnold, sotto il controllo di un consiglio e di un sottocomitato che dovevano preservare il ruolo importante del Drury Lane come istituzione culturale nazionale (Byron fu per breve tempo in questo sottocomitato, dal giugno 1815 fino alla sua partenza dall'Inghilterra nell'aprile 1816). Il grande attore Edmund Kean era la stella del teatro; come Macklin prima di lui, aveva guadagnato la popolarità col ruolo di Shylock, che aveva interpretato la prima volta nel 1814. Kean rimase al Drury Lane fino al 1820, ma nonostante la sua celebrità, gli sforzi del comitato di privilegiare la cultura piuttosto che il profitto si rivelarono fallimentari. Nel 1819 il teatro e i diritti connessi furono ceduti a Robert Elliston. Anche Elliston fallì e lasciò la gestione del teatro nel 1826. Nel periodo successivo, dopo l'americano Stephen Price (1826-1830), il teatro passò rapidamente di mano in mano. Nel 1833 passò sotto la gestione di Alfred Bunn, che controllava anche il Covent Garden.
Nel 1837 l'impresario-attore Samuel Phelps (1804-1878) si unì alla compagnia del Drury Lane, recitando con William Charles Macready in diversi allestimenti shakespeariani. Fu anche il primo interprete del ruolo del Captain Channel nel melodramma The Prisoner of War (1842) di Douglas Jerrold, e di Lord Tresham in A Blot in the 'Scutcheon (1843) di Robert Browning. Macready gestì il teatro tra il 1841 e il 1843, introducendo significative riforme. Ciò nonostante, molti degli allestimenti continuavano a rivelarsi disastri finanziari.
Il monopolio concesso dalla Royal Letters Patent 183 anni prima fu abolito dal Theatre Act del 1843. In realtà, già da decenni il privilegio aveva perso efficacia e l'abolizione ebbe quindi effetti trascurabili. I teatri che in passato presentavano spettacoli musicali continuarono a farlo e il Drury Lane continuò ad essere uno dei più prestigiosi teatri drammatici. La serie di disastri finanziari ed artistici del XIX secolo fu interrotta da quattro allestimenti dell'attore-drammaturgo Dion Boucicault: The Queen of Spades (1851), Eugenie (1855), Formosa (1869), e The Shaughraun (1875). Il periodo di declino, comunque, culminò con le dimissioni di F. B. Chatterton nel 1878; secondo le sue parole, "Shakespeare evoca la rovina e Byron il fallimento" Nel corso dell'Ottocento, il Drury Lane mise in scena anche dei balletti, con danzatori celebri come Carlotta Grisi. Un famoso direttore musicale del Drury Lane fu il direttore d'orchestra e compositore francese Louis-Antoine Jullien (1812-1860), che invitò Berlioz a tenere alcuni concerti.

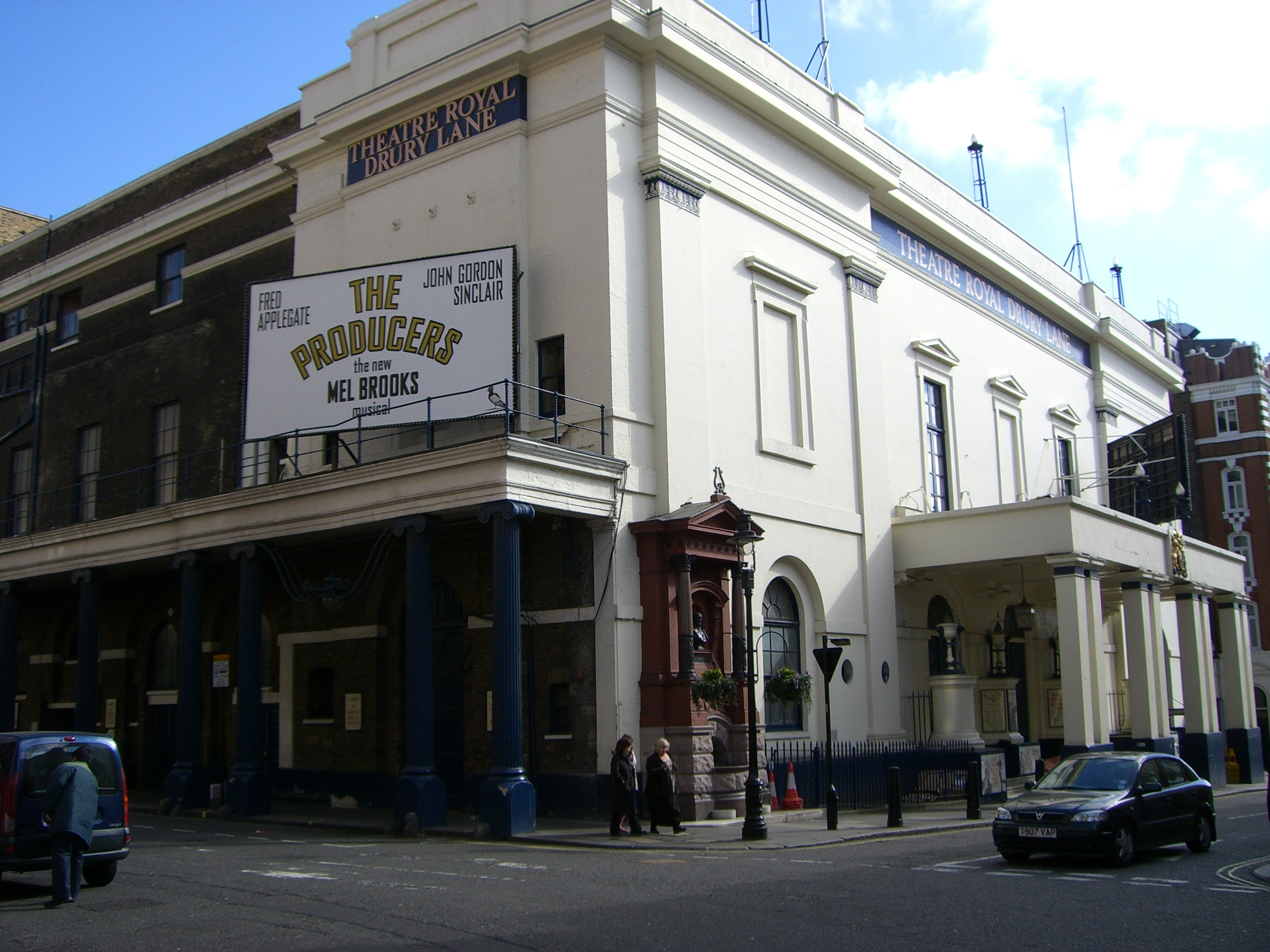
Il teatro oggi. L'insegna del musical The Producers si affaccia su Russell Street; l'entrata principale è situata nel portico su Catherine Street, a destra.

Le sorti del teatro si risollevarono sotto la direzione di Augustus Harris, iniziata nel 1879. Negli ultimi due decenni del XIX secolo, il teatro ospitò numerose produzioni della Carl Rosa Opera Company. Alla fine del secolo, gli allestimenti che puntavano soprattutto sul lato spettacolare divennero sempre più la norma sulle scene del Drury Lane, sotto la direzione prima di Augustus Harris (1879-1896) e quindi di Arthur Collins (1896-1923). Un esempio di tali produzioni fu l'allestimento di The Whip (1909), che portò sul palcoscenico un incidente ferroviario, con tanto di sbuffi di vapore, e una corsa di dodici cavalli che correvano su un tapis-roulant con i fantini in groppa. Nel 1889 Harris istituì una pantomima annuale: le rappresentazioni, che vedevano sulla scena il celebre attore Dan Leno, ebbero un grande successo.
Con l'ultimo importante ammodernamento, avvenuto nel 1922, la capacità del teatro, su quattro livelli, raggiunse i 2200-2300 posti. Il compositore Ivor Novello, molto popolare ai suoi tempi ma in seguito quasi dimenticato, presentò i suoi musical al Drury Lane dal 1931 alla chiusura del teatro per la Seconda guerra mondiale, nel 1939. L'8 settembre 1933, il teatro ospitò la prima rappresentazione, fuori dalla Germania, dell'operetta Ballo al Savoy (Ball im Savoy), andata in scena a Berlino in prima mondiale l'anno precedente.
Durante la guerra, il teatro servì da quartier generale per l'Entertainments National Service Association e subì qualche danno per i bombardamenti. Riaprì con Pacific 1860 di Noël Coward, nel 1946. Nel dopoguerra il Drury Lane ospitò le prime di molti musical, fra cui Oklahoma! (1946), South Pacific (1951) e The King and I (1953). My Fair Lady (1958) di Lerner e Loewe restò sulle scene per cinque anni. Anche la compagnia Monty Python si è esibì al Drury Lane. L'edificio fu dichiarato monumento classificato ed incluso nell'English Heritage (patrimonio culturale inglese) nel febbraio 1958.
Il Drury Lane entrò quindi a far parte del circuito del West End, che ancora mette in scena musical molto popolari. Fra le produzioni di grande successo di fine millennio vi furono A Chorus Line (1976-79), 42nd Street (1984-89) e Miss Saigon (1989-1999). Tra i maggiori allestimenti di inizio secolo furono rappresentati il musical di Mel Brooks The Producers (2004-2007), un adattamento musicale de Il Signore degli Anelli (2007-2008), Oliver! (2009–2011), Shrek the Musical (2011–2013), Charlie and the Chocolate Factory the Musical (2013 - 2017), Frozen the West End Musical (2021 - oggi).
La proprietà e la gestione appartengono al Really Useful Theatres, una divisione del gruppo Really Useful di Andrew Lloyd Webber, che acquistò nel 1999 sia il Drury Lane che altri nove teatri londinesi dall'imprenditrice australiana Janet Holmes à Court.

## Fantasmi
Il Drury Lane è considerato uno dei teatri più infestati di fantasmi del mondo. L'apparizione di almeno uno della moltitudine di fantasmi che secondo una leggenda metropolitana infesterebbero il teatro è considerato segno di buon auspicio per un attore. Il fantasma più famoso è "L'Uomo in grigio", che appare vestito come un nobiluomo del tardo XVIII secolo; capelli incipriati sotto un cappello a tricorno, una giacca e un mantello o una cappa, stivali da cavaliere e una spada. La leggenda vuole che l'"Uomo in grigio" sia il fantasma di un uomo morto pugnalato il cui scheletro venne rinvenuto murato in un passaggio nel 1848.
Si suppone che i fantasmi dell'attore Charles Macklin e del commediante Joe Grimaldi infestino il teatro. Macklin appare dietro le quinte, vagando nel corridoio che si trova nel luogo dove, nel 1735, uccise il collega attore Thomas Hallam nel corso di una discussione per una parrucca, perforandogli l'occhio sinistro con un bastone). Joe Grimaldi è un'apparizione benevola, che in più di un'occasione ha guidato con destrezza gli attori nervosi sul palco.